# Misythus panay
Misythus panay är en insektsart som beskrevs av Morgan Hebard 1923. Misythus panay ingår i släktet Misythus och familjen torngräshoppor. Inga underarter finns listade i Catalogue of Life.